# HIP 102152
Désignations
HIP 102152, également désignée HD 197027, est une étoile naine jaune située à 255 années-lumière du Système solaire dans la constellation du Capricorne.
Observée en 2013 par une équipe d'astronomes internationale à l'Observatoire européen austral grâce au Very Large Telescope, il s'agirait du plus ancien jumeau solaire identifié. Âgée de 8,6 milliards d'années (soit presque deux fois l'âge du Soleil), elle permet aux scientifiques d'étudier l'évolution de notre étoile et de prévoir l'avenir de celle-ci.
L'étude de son spectre lumineux a permis d'établir sa composition, qui s'est révélée être similaire à celle du Soleil, et de découvrir une déficience en éléments similaires à ceux qui constituent les météorites et la Terre, suggérant ainsi la présence de planètes telluriques autour de l'étoile.